# مديرية رداع
مديرية رداع هي أكبر مديريات محافظة البيضاء في اليمن سكانًا. بلغ عدد سكانها 56382 نسمة عام 2004. تقع في الشرق الجنوبي من العاصمة صنعاء، على بعد (150 كيلو متر)، وترتفع عن مستوى سطح البحر بحوالي (2100 متر).

## تاريخ جغرافي
كانت رداع منطقة كبيرة في العهد الإسلامي والعثماني وتضم عدة مخاليف:
| - مخلاف بني عامر (في مديرية صباح) - مخلاف الرياشية (مديرية الرياشية) - مخلاف العرش (مديرية العرش) | - مخلاف قيفة (مديرية ولد ربيع) - مخلاف ردمان - مخلاف الحبيشية (حالياً مديرية حبيش بمحافظة إب) |

كان «قضاء رداع» يشكل نصف مساحة محافظة البيضاء،  وفي سنة 1357 ه‍، سلخ الإمام يحيى حميد الدين من قضاء رداع «مخلاف الحبيشية» وجعلهما ناحية مركزها دمت بعد أن أضيف إليهما عزلتا أزال والبكرة من مخلاف عمار، وعزلة منقير وعزلة مكنة من مخلاف العود، وأضافها إلى «لواء إب (حالياً محافظة إب)»
وفي عهد الإمام أحمد جعل من البيضاء مركز لواء بعد أن ضم إليها «قضاء رداع» بناحيتيه (جبن - السوادية).
وفي العهد الجمهوري أصبحت كل تلك المخاليف في مديرية واحدة باسم «مديرية رداع»، وبعد قيام الوحدة اليمنية وبقرار جمهوري في 1998 أصبحت رداع إحدى مديريات محافظة البيضاء الإحدى عشر، ولاحقاً قسمت مديرية رداع إلى سبع مديريات كالتالي:
| - مديرية رداع - مديرية القريشية - مديرية الشرية - مديرية ولد ربيع | - مديرية العرش - مديرية صباح - مديرية الرياشية |

## المناخ
يظهر الجدول التالي التغييرات المناخية على مدار السنة لمديرية رداع:
| البيانات المناخية لـمديرية رداع   | البيانات المناخية لـمديرية رداع | البيانات المناخية لـمديرية رداع | البيانات المناخية لـمديرية رداع | البيانات المناخية لـمديرية رداع | البيانات المناخية لـمديرية رداع | البيانات المناخية لـمديرية رداع | البيانات المناخية لـمديرية رداع | البيانات المناخية لـمديرية رداع | البيانات المناخية لـمديرية رداع | البيانات المناخية لـمديرية رداع | البيانات المناخية لـمديرية رداع | البيانات المناخية لـمديرية رداع | البيانات المناخية لـمديرية رداع |
| الشهر                             | يناير                           | فبراير                          | مارس                            | أبريل                           | مايو                            | يونيو                           | يوليو                           | أغسطس                           | سبتمبر                          | أكتوبر                          | نوفمبر                          | ديسمبر                          | المعدل السنوي                   |
| --------------------------------- | ------------------------------- | ------------------------------- | ------------------------------- | ------------------------------- | ------------------------------- | ------------------------------- | ------------------------------- | ------------------------------- | ------------------------------- | ------------------------------- | ------------------------------- | ------------------------------- | ------------------------------- |
| متوسط درجة الحرارة الكبرى °م (°ف) | 21.4 (70.5)                     | 22.7 (72.9)                     | 24.9 (76.8)                     | 25.4 (77.7)                     | 27.2 (81.0)                     | 29.1 (84.4)                     | 27.3 (81.1)                     | 26.2 (79.2)                     | 26.2 (79.2)                     | 24.8 (76.6)                     | 22.0 (71.6)                     | 21.5 (70.7)                     | 24.9 (76.8)                     |
| المتوسط اليومي °م (°ف)            | 12.9 (55.2)                     | 13.7 (56.7)                     | 16.5 (61.7)                     | 17.5 (63.5)                     | 19.5 (67.1)                     | 20.7 (69.3)                     | 21.0 (69.8)                     | 20.1 (68.2)                     | 19.2 (66.6)                     | 17.3 (63.1)                     | 14.7 (58.5)                     | 13.7 (56.7)                     | 17.2 (63.0)                     |
| متوسط درجة الحرارة الصغرى °م (°ف) | 4.4 (39.9)                      | 4.7 (40.5)                      | 8.1 (46.6)                      | 9.7 (49.5)                      | 11.8 (53.2)                     | 12.3 (54.1)                     | 14.7 (58.5)                     | 14.0 (57.2)                     | 12.2 (54.0)                     | 9.8 (49.6)                      | 7.5 (45.5)                      | 5.9 (42.6)                      | 9.6 (49.3)                      |
| الهطول مم (إنش)                   | 6 (0.2)                         | 6 (0.2)                         | 11 (0.4)                        | 36 (1.4)                        | 39 (1.5)                        | 11 (0.4)                        | 72 (2.8)                        | 103 (4.1)                       | 30 (1.2)                        | 4 (0.2)                         | 5 (0.2)                         | 1 (0.0)                         | 324 (12.6)                      |
| المصدر: Climate-Data.org          |                                 |                                 |                                 |                                 |                                 |                                 |                                 |                                 |                                 |                                 |                                 |                                 |                                 |